# شهرستان یلابوژسکی
شهرستان یلابوژسکی (به لاتین: Yelabuzhsky District) یک شهرستان در روسیه است که در تاتارستان واقع شده‌است.